# Intercalazione (animazione)

Immagine GIF che presenta un tweening con variazione di posizione, forma e colore dell'oggetto

L'intercalazione o tweening (abbreviazione del termine inglese inbetweening) è il processo per il quale, durante la realizzazione di un'animazione, vengono creati una serie di fotogrammi (definiti inbetweens o tweens, "intercalari") tra un fotogramma di partenza e uno di arrivo (definiti keyframe, "fotogrammi-chiave").
Per far nascere l'illusione dell'animazione, è necessaria una serie di disegni in successione costante nel tempo che simulano così un movimento o un'evoluzione tra i due stati, e che dunque spesso si distinguono solo in pochi particolari rispetto ai disegni vicini; all'interno di un'animazione realizzata con il computer, tali disegni si possono ottenere, per esempio, variando la posizione dell'oggetto, l'opacità o altri parametri all'interno del singolo frame o del singolo livello. Al contrario di quanto si possa credere, infatti, se per realizzare un'animazione sono necessari 10 disegni, non si realizza il primo, poi il secondo, poi il terzo e così via, ma si realizzano solo il primo e l'ultimo disegno, o comunque solo quelli strettamente necessari a definire il movimento o il cambio di stato, mentre i disegni intermedi verranno realizzati in seguito.
Gli animatori sono gli artisti incaricati di produrre i disegni fondamentali di un cartone animato, mentre i disegnatori che producono le intercalazioni sono detti intercalatori o inbetweeners. La realizzazione dei disegni intercalari richiede doti professionali e artistiche nettamente più limitate rispetto a quelle necessarie a produrre i disegni fondamentali, tanto che nell'industria del cartone animato tradizionale gli intercalatori erano spesso apprendisti o collaboratori esterni che lavoravano da casa.
Con la diffusione dell'informatica, si è tentata la strada dell'automatizzazione dell'intercalazione, ma senza riuscire finora ad ottenere risultati del tutto soddisfacenti: per quanto l'attività di inbetweening risulti semplice per un essere umano, essa richiede comunque la capacità di comprendere il significato del disegno e la fantasia necessaria a costruire mentalmente un'immagine del movimento in un immaginario mondo tridimensionale, attività che non è possibile affidare totalmente ad un computer.

## Animazione tradizionale
Il tradizionale inbetweening prevede l'uso di tavoli luminosi per disegnare, come un insieme di immagini fatti a matita su carta.
Il processo di interconnessione con l'animazione tradizionale inizia con il coinvolgimento di un artista senior o chiave, che disegna i fotogrammi chiave per definire il movimento. Dopo il test e l'approvazione dell'animazione approssimativa, la scena viene trasmessa agli assistenti, che eseguono la pulizia e aggiungono le necessarie interazioni. Negli studi di grandi dimensioni, gli assistenti di solito aggiungono solo i breakdowns, che definiscono il movimento in modo più dettagliato. In seguito la scena viene poi tramandata ad un altro assistente dell'artista chiave, l'interbetweener che completa l'animazione. Dick Huemer ha creato questo sistema grazie alla sua natura efficiente, sistema che è stato utilizzato dagli anni '20. Se il team di animazione è piccolo, spesso gli animatori eseguiranno da soli il processo intermedio per completare l'animazione.

## Frequenza fotogrammi

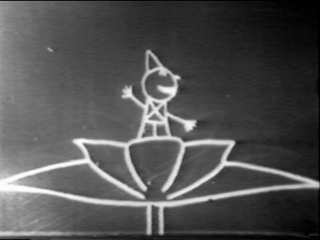
L'animazione "a due" risale agli albori dell'animazione, utilizzata ad esempio in Fantasmagorie (1908)

In genere, l'artista o l'animatore non disegna gli intermedi per tutti i 24 fotogrammi richiesti per un secondo della lunghezza del film. Solo i movimenti molto veloci richiedono in-betweens, che è indicato come animare "su uno". La maggior parte dei movimenti può essere eseguita con 12 disegni al secondo, che si chiama animazione "su due" (cioè disegnando un fotogramma ogni due fotogrammi). Quando il numero di in-between è troppo basso, come 4 fotogrammi al secondo, inizierà a perdere del tutto l'illusione del movimento. L'animazione generata dal computer è solitamente animata "su uno". La decisione sul numero di intermezzi è artistica, poiché alcuni stili di animazione richiedono un modo di movimento non così fluido. Fantasmagorie (1908), ampiamente considerato il primo film completamente animato, era animato a due, quindi con 9 disegni al secondo, considerando che all'epoca la proiezione avveniva a 18 fps.
L'animazione moderna utilizzerà varie tecniche per adattare il framerate allo scatto corrente. I movimenti lenti possono essere animati su tre o quattro. Diversi componenti di una ripresa potrebbero essere animati a diversi framerate: ad esempio, un personaggio in una ripresa panoramica potrebbe essere animato "su due", mentre tutto nella ripresa viene spostato ogni fotogramma ("su uno") per ottenere l'effetto panoramica. È possibile utilizzare effetti ottici come il motion blur per simulare l'aspetto di un framerate più elevato.

## Animazione digitale

I veicoli rossi indicano i fotogrammi chiave, cioè dove l'auto è un dato fotogramma, i veicoli grigi indicano l'interpolazione dell'auto, cioè le posizioni intermedie calcolate dal computer

Durante l'animazione in un contesto digitale, viene comunemente utilizzato il termine abbreviato tweening e la sequenza di fotogrammi risultante viene chiamata tween. Un sofisticato software di animazione consente all'animatore di specificare gli oggetti in un'immagine e definire come devono muoversi e cambiare durante il processo di interpolazione. Il software può essere utilizzato per eseguire manualmente il rendering o regolare manualmente i fotogrammi di transizione o può essere utilizzato per il rendering automatico dei fotogrammi di transizione utilizzando l'interpolazione dei parametri grafici.
Alcuni dei primi software che utilizzano l'interpolazione automatica nel regno dell'animazione digitale includono Macromedia Flash (poi Adobe Flash, obsoleto dal 31 dicembre 2020) e Animo (sviluppato da Cambridge Animation Systems) alla fine degli anni '90, e Tweenmaker, rilasciato intorno al 2006. Il programma software gratuito Synfig è specializzato nell'interpolazione automatica.
L'uso dei computer per l'intermediazione è stato migliorato da Nestor Burtnyk e Marceli Wein presso il National Research Council of Canada. Hanno ricevuto un Technical Achievement Academy Award nel 1997 per "il lavoro pionieristico nello sviluppo di tecniche software per il keyframing assistito dal computer per l'animazione dei personaggi".